# Stefano Pallavicini

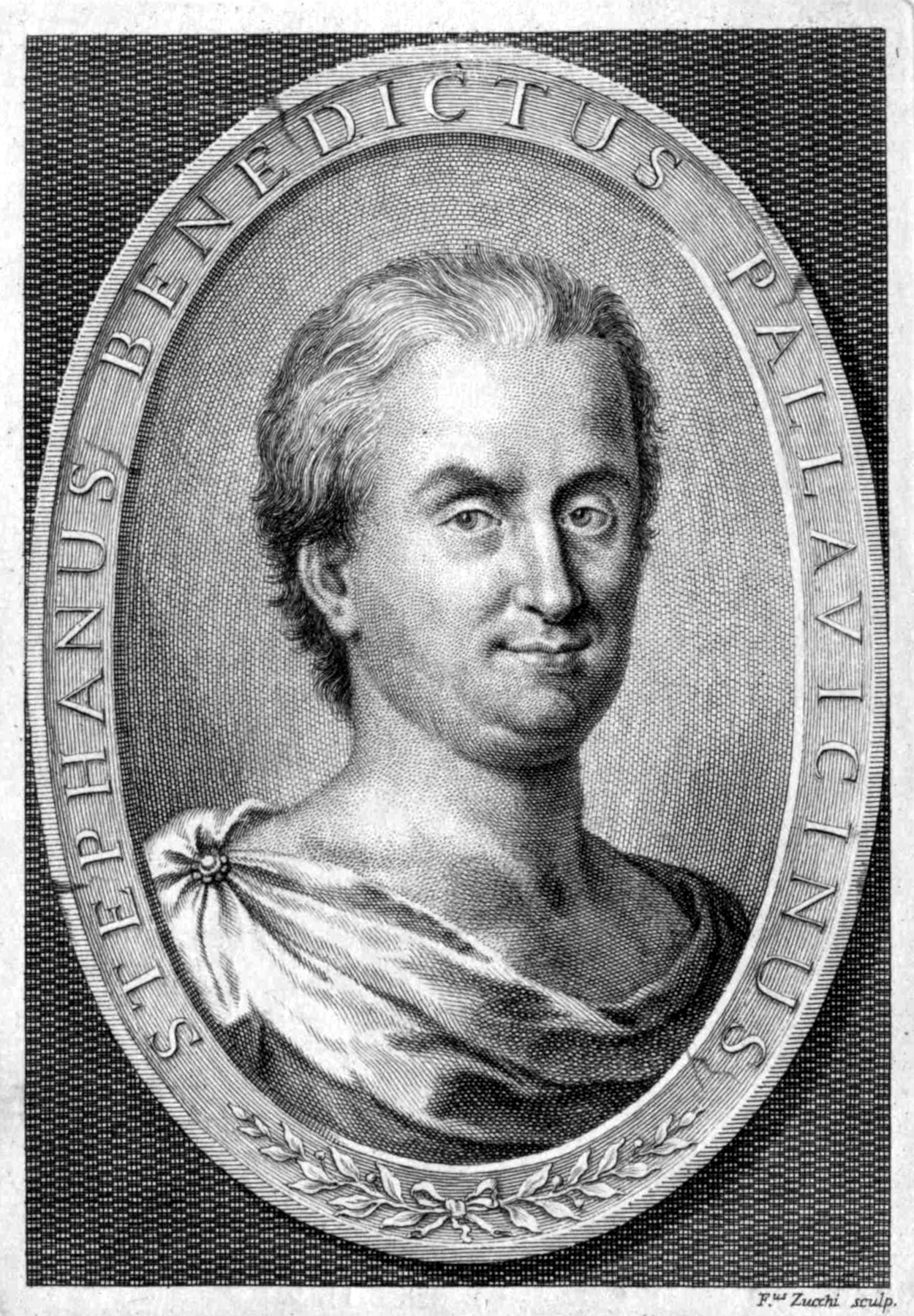
Stefano Pallavicini

Stefano Benedetto Pallavicini, auch Stephano Pallavicino (* 21. März 1672 in Padua; † 16. April 1742 in Dresden), war italienischer Hofdichter, Dramaturg und Regisseur.

## Leben
Der Sohn des Komponisten Carlo Pallavicino wurde zu Salò im Collegium der Somaschi-Padres erzogen. Er disputierte bereits mit 10 Jahren in der Philosophie. Nach Abschluss seiner Studien ging er 1686 mit seinem Vater nach Dresden, wo er 1688 mit 16 Jahren zum Poeten in der italienischen Sprache, d. h. zum Hofdichter, Dramaturgen und Regisseur bestellt wurde und seine erste Oper „L’Antiope“ dichtete. Er sollte „sooft es gnädigst verlanget wird, Italieänische Operen von guter Invention und zierlichen darzu schicklichen Redensarten... verfaßen“ und in Abstimmung mit dem Komponisten zur Aufführung bringen. Nach dem Tode Johann Georg III. kam er nach Düsseldorf in den Dienst Johann Wilhelms von der Pfalz als Hofpoet und Sekretär, nach dessen Tod (1716) um 1718 wieder nach Dresden in sein altes Amt.

## Werke
- Faustolo: Favola pastorale per musica, rappresentata alla Corte Elettorale Palatina / Komponist: Johann Hugo Wilderer; Text: Stefano Benedetto Pallavicini. - Düsseldorf: Schleuter, 1706. Digitalisierte Ausgabe der Universitäts- und Landesbibliothek Düsseldorf
- Festa Boschereccia Per Celebrare Il Giorno Del Nome Del Serenissimo Giovan Guglielmo Elettore Palatino. - Dusseldorf: Schleuter, 1697. Digitalisierte Ausgabe der Universitäts- und Landesbibliothek Düsseldorf
- I Pellegrini al Sepolcro di Nostro Signore Textbuch (italienisch/deutsch), SLUB
- Delle Opere Del Signor Stefano Benedetto Pallavicini, Venedig: Pasquali 1744 BSB München